# Verschwindenlassen von Regierungsgegnern in Belarus (1999–2000)

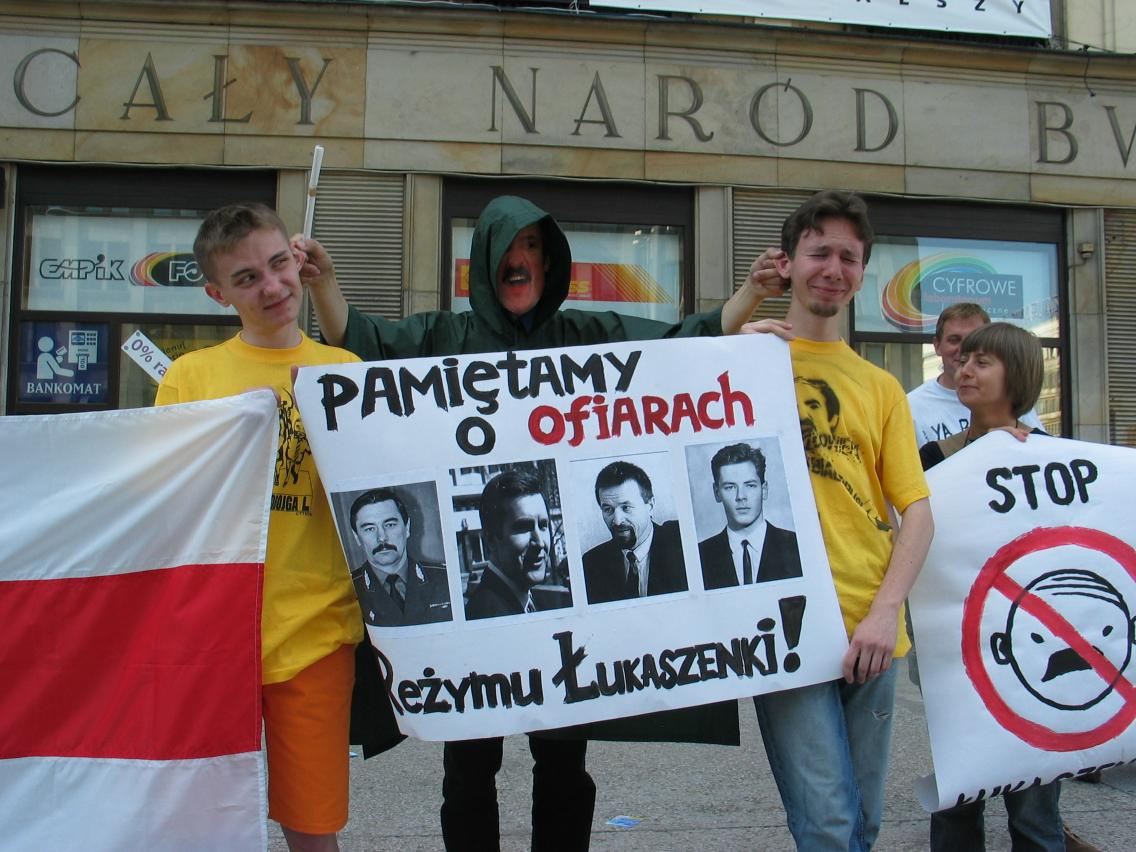
Demonstration in Warschau zur Erinnerung an die verschwundenen Regimegegner Juryj Sacharanka, Wiktar Hantschar, Anatol Krassouski und Dsmitryj Sawadski

In den Jahren 1999 und 2000 kam es unter der Amtszeit von Präsident Aljaksandr Lukaschenka zu mehreren Fällen des Verschwindenlassens von Regierungsgegnern in der Republik Belarus. Untersuchungen des Europarats kamen zu dem Ergebnis, dass für die Entführung und Ermordung der vier Personen eine Spezialeinheit des belarussischen Innenministeriums verantwortlich ist. Ausgehend von den Ermittlungsergebnissen wurden vier Regierungsbeamte direkt für die Verbrechen verantwortlich gemacht und gegen diese Einreiseverbote in die Europäische Union verhängt.

## 1999

### Juryj Sacharanka
Juryj Sacharanka war von Juli 1994 bis Oktober 1995 der Innenminister der Republik Belarus. Er verlor sein Amt, nachdem er sich 1995 weigerte, oppositionelle Abgeordnete gewaltsam aus dem Parlament zu vertreiben sowie einen Streik in der Metro Minsk aufzulösen. Sacharanka wurde ein aktives Mitglied der oppositionellen Bewegung und wurde Vorsitzender der Vereinigten Bürgerpartei Weißrusslands. Im Oktober 1996 wurde Sacharanka Vorsitzender der von der Regierung unabhängigen Zivilkommission zur Untersuchung der Verbrechen des Regimes. Weiterhin beteiligte er sich an einer inoffiziellen Präsidentschaftswahl, welche Oppositionsgruppen am 16. Mai 1999 aus Protest gegen die Politik der Regierung Lukaschenkas abgehalten hatten.
Wenige Wochen vor seinem spurlosen Verschwinden am 7. Mai 1999 kündigte er an, einen Bund der Offiziere gegen den Präsidenten Aljaksandr Lukaschenka gründen zu wollen. Den Ausführungen des Angehörigen der Spezialeinheit Sobr Juryj Garauski zufolge, soll dieser am Abend des 7. Mai zusammen mit vier anderen Männern auf Sacharanka gewartet haben. Man habe ihm den Arm umgedreht, ihn in ein Auto gezerrt, einen Sack über den Kopf gestülpt und ihn in ein Waldgebiet gefahren. Dort soll er demzufolge auf die Knie gezwungen und ihm mit der offiziellen Waffe für Hinrichtungen in Belarus zweimal in den Rücken geschossen worden sein. Sacharankas Leiche soll demnach in einen Kofferraum gepackt und in einem Krematorium eingeäschert worden sein.

### Anatol Krassouski und Wiktar Hantschar
Wiktar Hantschar wurde 1996 zum Vorsitzenden der Zentralen Wahlkommission ernannt und war Vizepräsident des 1996 von Staatspräsident Aljaksandr Lukaschenka aufgelösten Parlaments. Hantschar weigerte sich das Ergebnis des umstrittenen von Lukaschenka initiierten Verfassungsreferendums von 1996 anzuerkennen. Er sollte am 19. September 1999 vor dem im Jahr 1996 aufgelösten Parlament eine Rede über die politische Situation im Land halten. Auf dieser Versammlung sollte auch eine Delegation der Opposition gewählt werden, die auf Vermittlung der Organisation für Sicherheit und Zusammenarbeit in Europa (OSZE) Gespräche mit der belarussischen Regierung aufnehmen sollte.
Der Geschäftsmann Anatol Krassouski war Herausgeber mehrerer Zeitschriften. Er war ein persönlicher Freund Hantschars und finanzierte die Opposition. Ebenso wie Hantschar wurde er überwacht und seine Telefonate abgehört. Im August 1999 wurde er de facto wegen des Vorwurfs der subversiven Aktivitäten angeklagt und in Untersuchungshaft gesteckt. Aufgrund einer Kautionszahlung von 102.000 Dollar durfte er die Haftanstalt allerdings verlassen.
Am 16. September 1999 wurden Hantschar und Krassouski nach einem Saunabesuch in Minsk entführt. Hantschars Witwe fand am Folgetag vor der Sauna Glassplitter, die zum Auto von Krassouski gehörten, sowie Blutspuren, deren Zugehörigkeit zu Hantschar identifiziert werden konnte. Gemäß den Erzählungen des Angehörigen der Sobr-Spezialeinheit Garauski fuhr man Krassouski und Hantschar eine Stunde außerhalb von Minsk, wo die beiden mit derselben Pistole erschossen worden seien, die auch bei der Ermordung Sacharankas verwendet worden sei. Danach seien die Leichen ausgezogen und in eine Grube geworfen worden, welche seine Komplizen zuvor dafür ausgehoben haben sollen.

## 2000

### Dsmitryj Sawadski
Dsmitryj Sawadski war von 1994 bis 1997 der persönliche Kameramann von Aljaksandr Lukaschenka. Im Frühjahr wurde Sawadski zusammen mit dem ORT-Journalisten Pawel Scheremet verhaftet, nachdem sie eine Reportage über die mangelnden Sicherheitsvorkehrungen an der belarussisch-litauischen Grenze gedreht hatten. Sie wurden zu eineinhalb Jahren Haft verurteilt. Nach seiner Freilassung drehte er mit Scheremet einen Dokumentarfilm über den Tschetschenienkrieg. Am 7. Juli 2000 verschwand Sawadski auf dem Weg zum Flughafen Minsk spurlos. Für seine Entführung und Ermordung wurden zwei Beamte einer Spezialeinheit des Innenministeriums verurteilt. Die Angeklagten bekannten sich nicht schuldig. Die Leiche des verschwundenen Journalisten konnte nicht gefunden werden. Als Beweisstück fungierte eine Schaufel mit Blutspuren Sawadskis, die im Auto des Angehörigen der Almaz-Spezialeinheit Waleryj Ihnatowitsch gefunden worden sein soll. Das Komitee zum Schutz von Journalisten erklärte hierzu: „Obwohl zwei ehemalige Mitglieder der Eliteeinheit Almaz kürzlich für die Entführung von Sawadski verurteilt wurden, werden sie von lokalen Quellen als Sündenböcke betrachtet. Das CPJ ist beunruhigt darüber, dass die Staatsanwaltschaft es versäumt hat, den Vorwürfen nachzugehen, dass hochrangige Regierungsmitglieder in Sawadskis Verschwinden verwickelt waren.“

## Ermittlungen
Ein Bericht einer Kommission der Parlamentarischen Versammlung des Europarates unter der Leitung des Zyprers Christos Pourgorides kam zu dem Ergebnis, dass hochrangige Regierungsmitglieder in die Entführungen und Ermordungen verwickelt seien. Aleh Alkajeu, der Leiter eines Minsker Gefängnisses, welcher auch für die offiziellen Hinrichtungen in Belarus zuständig war, gab an, dass der damalige Innenminister des Landes Juryj Siwakouw eine Pistole von ihm geborgt habe, die für Exekutionen verwendet worden ist. Alkajeu bemerkte, dass das jeweilige Verleihdatum mit dem Verschwinden von Sacharanka beziehungsweise von Hantschar und Krassouski zusammenfiel. Alkajeu geht davon aus, dass ebenjene Pistole verwendet worden sei, um eine psychologische Stütze zu liefern, die es den Spezialeinheiten erleichtert, ein „geheimes Todesurteil“ zu vollstrecken. Zudem habe der Leiter der Sobr-Spezialeinheit Dsmitryj Paulitschenka zuvor Hinrichtungen beigewohnt und dabei merkwürdige Fragen gestellt. Als im September 2000 Uladsimir Naumou zum Innenminister ernannt worden ist, versprach er Alkajeu, sich dieser Sache anzunehmen.
Im November 2000 wurde Paulitschenka wegen Mordverdachts festgenommen. Bei Verhören soll Paulitschenka die Taten gestanden haben, wurde aber auf persönliche Anordnung des Präsidenten Lukaschenka wieder freigelassen und der ermittelnde Generalstaatsanwalt entlassen. Die Ermittler des Europarats kamen zu dem Ergebnis, dass der damalige Innenminister Juryj Siwakou eine Todesschwadron gegründet haben soll, die vom Brigadekommandeur Dsmitryj Paulitschenka geführt worden sei. Den Auftrag zur Ermordung Sacharankas soll der damalige Staatssekretär des Sicherheitsrates Wiktar Schejman gegeben haben. Dies ginge aus einer handschriftlichen Mitteilung des später entlassenen Chefs der belarussischen Kriminalpolizei Lapazik hervor. Weil der damalige Innenminister Naumau es versäumt habe, gegen die verantwortlichen Personen ermitteln, wurde er zusammen mit Paulitschenka, Siwakou und Schejman auf eine Einreiseverbotsliste der Europäischen Union gesetzt.

### Geständnis von Juryj Harauski
Im Dezember 2019 veröffentlichte die Deutsche Welle einen Dokumentationsfilm, in dem Juryj Harauski, ein ehemaliger Angehöriger der belarussischen Sobr-Spezialeinheit, angab, dass seine Einheit Sacharanka sowie später auch Hantschar und Krassouski festgenommen, verschleppt und ermordet habe. Dsmitryj Paulitschenka habe den Aussagen Harauskis zufolge den Abzug gedrückt. Paulitschenka dementierte zunächst, Harauski überhaupt zu kennen. Nachdem ein gemeinsames Foto aufgetaucht war, gab er zu, dass Harauski in seiner Einheit gewesen sei, behauptete allerdings, dass dieser sich zum Zeitpunkt der Morde bereits im Gefängnis befunden habe. Diese Aussage deckt sich nicht mit Harauskis Entlassungsschein. Lukaschenka forderte Harauski dazu auf, nach Belarus zu kommen, um vor Gericht auszusagen.
Am 19. September 2023 begann in St. Gallen nach dem Weltrechtsprinzip der Gerichtsprozess gegen Juryj Harauski. Harauski hatte sich selbst belastet im Rahmen seines Asylantrags in der Schweiz. Es handelt sich um den ersten Fall, bei dem derartige Verbrechen in Belarus im Zentrum eines Prozesses stehen. Harauski bestritt aber jede persönliche Beteiligung an Tötungen, für die er den Anführer der Spezialeinheit, Dsmitryj Paulitschenka, verantwortlich machte. Am 28. September 2023 sprach das Schweizer Gericht den Angeklagten wegen nicht eindeutig nachzuweisender Schuld bei widersprüchlichen Aussagen frei. Der Freispruch stieß bei den Angehörigen der Ermordeten zum Teil auf Unverständnis.

## Reaktionen
Das offensichtliche Versagen der belarussischen Behörden bei der Aufklärung der Fälle wurde von der Parlamentarischen Versammlung des Europarates, der Interparlamentarischen Union, den Vereinten Nationen, dem Committee against Torture and Other, Cruel, Inhuman or Degrading Treatment or Punishment sowie der Organisation für Sicherheit und Zusammenarbeit in Europa kritisiert.
In Erinnerung an die vier entführten Regimegegner wurden am 16. September 2008 in der niederländischen Stadt Eindhoven vier Eichen gepflanzt.